# Triangle dramatique
 (mai 2012).
Si vous disposez d'ouvrages ou d'articles de référence ou si vous connaissez des sites web de qualité traitant du thème abordé ici, merci de compléter l'article en donnant les références utiles à sa vérifiabilité et en les liant à la section « Notes et références ».

Illustration graphique du triangle de Karpman. on y retrouve les rôles de persécuteur, victime et sauveur.

Le triangle dramatique ou triangle de Karpman est une figure d'analyse transactionnelle proposée par Stephen Karpman, médecin et psychiatre à l'université de Californie à San Francisco, en 1968 (dans son article Fairy Tales and Script Drama Analysis) qui met en évidence un scénario relationnel typique entre victime, persécuteur et sauveur. Le triangle dramatique est à la base des jeux psychologiques qui se jouent entre deux personnes capables de jouer alternativement les trois rôles.
Selon ce schéma, si une personne utilise l'un de ces rôles, elle entraine l'autre à jouer un rôle complémentaire.
Le triangle dramatique peut se nommer « désordre du persécuté – persécuteur ». Ce schéma est à la base des « jeux psychologiques » de manipulation de la communication. La communication est perturbée lorsque les protagonistes adoptent ces rôles plutôt que d’exprimer leurs émotions et leurs idées.

## Rôles
C'est une schématisation qui formalise les différents rôles possibles et leurs interactions dans une relation déséquilibrée. Ainsi, si une personne endosse l'un de ces rôles (par exemple la victime), elle entraîne l'autre à jouer un rôle complémentaire (le sauveur ou le persécuteur). L'expression de ce scénario permet de mettre en œuvre une mécommunication qu'il est possible d'utiliser pour comprendre les mécanismes ayant généré un conflit. La communication est perturbée lorsque les protagonistes adoptent ces rôles plutôt que d'exprimer leurs émotions et leurs idées.
Ce schéma peut être appliqué à des situations de manipulation (donc subies et vécues comme désagréables).
Ces relations peuvent se former dans un groupe, elles sont alors contre-productives ; leur identification permettra de repartir sur des bases saines.

### Victime
La victime attire le sauveur qui veut lui venir en aide. C'est donc un rôle de choix pour attirer l'attention sur soi quand on sait bien en jouer. C'est un rôle qui appelle quelqu'un à être persécuteur, une attente qui sera remplie ou non par l'entourage. Le plus souvent, la victime a un problème de dépendance.
La position de la victime est « Pauvre de moi ! » La victime se sent victime, opprimée, impuissante, sans espoir, honteuse et semble incapable de prendre des décisions, de résoudre des problèmes, de prendre plaisir à la vie ou de parvenir à une compréhension approfondie de la situation. La victime, si elle n’est pas persécutée, cherchera un persécuteur et également un sauveur qui sauvera la situation, mais perpétuera également les sentiments négatifs de la victime.

### Sauveur
C'est un rôle très gratifiant d'un point de vue narcissique mais qui place la victime en incapacité de résoudre ses problèmes. Il attend un persécuteur pour justifier son existence et une victime à sauver. L'entourage pourra suivre ou ne pas suivre dans cette pièce de théâtre.
La réplique du sauveur est « Laissez-moi vous aider ». Un élément facilitateur classique consiste en le sentiment de culpabilité que peut éprouver le sauveur s’il ne va pas à la rescousse de la victime. Cependant, son sauvetage a des effets négatifs : il garde la victime dépendante et lui donne la permission d’échouer. Les avantages découlant de ce rôle de sauvetage sont que l’attention du sauveur à lui-même est supprimée. Quand il concentre son énergie sur quelqu’un d’autre, cela lui permet d’ignorer sa propre anxiété et ses problèmes. Ce rôle de sauvetage est également très important, car leur intérêt principal réside dans l’évitement de leurs propres problèmes déguisés en préoccupation pour les besoins de la victime.

### Persécuteur
Le persécuteur agit sur la victime. S'il tente de nouer cette relation avec une victime potentielle, celle-ci pourra réagir différemment : adopter la position de victime ou, au contraire, ne pas se laisser faire.
Le persécuteur n'est pas obligatoirement une personne : il peut être, par exemple, une maladie, une addiction comme l'alcool, etc., ou tout élément perturbateur qui contribuera à placer la victime dans cette position.
Le persécuteur insiste : « Tout est de votre faute. » Il contrôle, blâme, critique, oppresse ; est en colère, autoritaire, rigide et supérieur.

## Exemples
Exemple du triangle à un niveau inter-individuel
Un salarié (S1) va voir sa manager (M) pour se plaindre de sa collègue (S2) : « Je ne peux pas faire mon travail correctement car toutes les semaines S2 me fournit en retard les données dont j'ai besoin. » Ici S1 prend un rôle de victime et présente S2 comme sa persécutrice. Adoptant un rôle de sauveuse, M lui répond : « D'accord, je vais t'aider et parler à S2 pour que cela ne se produise plus. »
M convoque S2 dans son bureau et conclut le dialogue par ces mots : « Arrange-toi pour terminer ton travail dans les temps et ne pas bloquer le travail des autres, sinon tu devras faire face aux conséquences. » S2 retourne alors à son bureau et dit à S1 : « Par ta faute j'ai des ennuis avec la hiérarchie. Tu vas devoir m'aider. » S2 prend à son tour le rôle de la victime, faisant endosser le rôle de persécutrice à M et mettant S1 en position de devoir faire un choix entre endosser un rôle de persécuteur avec M ou de devenir sauveur à son tour.
Ce schéma triangulaire installé, les rôles peuvent ainsi continuer à circuler entre les différents protagonistes et se répéter à l'infini.
Exemple du triangle dans une situation de manipulation inter-individuelle
Ce modèle peut également être appliqué à des situations de manipulation (donc subies et vécues comme désagréables) : par exemple, si nous appelons le sujet persécuteur S1 et son souffre-douleur S2, alors S1 peut se poser en sauveur, affirmant à S2 qu'il est le bourreau d'une victime (personnage en général invité dans la conversation, pour les besoins de la manipulation).
Des manipulations peuvent être analysées selon ce modèle du triangle dramatique, en considérant chacun des trois sommets du triangle, selon les cas rencontrés ; c'est-à-dire que S1 pourrait se positionner en victime et parle alors de S2 comme de son bourreau, etc.
Par exemple : S1 affirme à S2 : « Tu n'as pas honte de refuser de manger ces bons haricots verts ? Quand je pense aux efforts que Pépé a faits pour les semer, les désherber, et les ramasser alors qu'il a mal au dos ! » Dans cet exemple, où le grand-père (décrit en victime) est bien sûr absent, S1 qui gronde S2 aurait tout aussi bien pu évoquer la personne qui a fait l'effort de cuisiner, ou n'importe qui d'autre, comme victime du bourreau…
Le manipulateur S1 se fait passer ici pour un sauveur, alors qu'il fait pression de manière indue (il serait possible de parler de l'utilité qu'il y a à goûter de chaque plat, ou d'avertir S2 que s'il refuse totalement les haricots il n'aura pas à réclamer une seconde part de dessert, etc. ce qui serait une manière moins détournée de gérer le refus de S2 de manger ce qui est proposé…).
Exemple du triangle dramatique à un niveau systémique et sociétal (aux États-Unis)
À partir des années 1970-1980, à l'occasion de la transformation du système de santé, les rôles alors généralisés, qui englobent des populations spécifiques, évoluent : les professionnels de santé, qui auparavant étaient des sauveurs (puisqu’ils sauvaient des vies) se transforment en persécuteurs qui ne sont régis que par l’intérêt financier de facturer des actes médicaux parfois non nécessaires pour les patients. Le peuple cherche donc de nouveaux leaders inspirants pour les « sauver », d’où l’émergence à partir de cette époque d’une popularité des médecines alternatives. Les victimes sont les patients qui soit paient très cher ou ont des assurances pouvant couvrir les frais médicaux, soit repartent sans le traitement et sans avoir été soignés. Les compagnies d’assurance et autres personnels administratifs qui font porter les coûts aux patients endossent eux aussi un rôle de persécuteurs. Enfin, le gouvernement fédéral est perçu à l’époque comme un sauveur parce qu’il propose alors une alternative à l’inabordable coût des soins de santé en créant les organismes d'assurance maladie (Health Maintenance Organizations) en 1971.
Exemple du triangle dramatique dans la culture
On peut en retrouver un exemple dans le premier épisode Cendrillon de la série The Grimm Variations où Kiyoko joue avec les trois rôles de la victime, du persecuteur et du sauveur.

## Une première explication par l’analyse transactionnelle
Au départ, un triangle dramatique apparaît lorsqu’une personne joue le rôle d’une victime ou d’un persécuteur. Cette personne ressent alors le besoin d’enrôler d’autres acteurs dans le conflit. Comme c’est souvent le cas, un sauveur est encouragé à entrer dans la situation.
Ces joueurs enrôlés assument des rôles qui ne sont pas statiques, et donc divers scénarios peuvent se produire. Par exemple, la victime peut mettre le sauveur en marche, le sauveur passe ensuite à la persécution.
Les motivations de chaque participant et la raison pour laquelle la situation perdure sont que chacun « répond à ses désirs/besoins psychologiques non exprimés (et souvent inconscients) d’une manière qu’il juge justifiée, sans avoir à reconnaître le dysfonctionnement général » ou le tort causé dans la situation dans son ensemble. Ainsi, chaque participant agit selon ses propres besoins égoïstes plutôt que d’agir d’une manière véritablement responsable ou altruiste et de ce fait, n’importe quel personnage des trois dans ce triangle pourrait « normalement se comporter comme une victime plaintive » ; il est maintenant clair que l’on peut passer au rôle de persécuteur si c’est « accidentel » et si on présente des excuses pour cela.
Les motivations du sauveur sont les moins évidentes. Dans les termes du triangle dramatique, le sauveur est quelqu’un qui a un motif mixte ou caché et qui, d’une certaine façon, profite égoïstement d’être « celui qui sauve ». Le sauveur a un motif superficiel de résoudre le problème et semble faire de grands efforts pour le résoudre, mais il a aussi un motif caché pour ne pas réussir, ou pour réussir d’une manière qui lui profite. Il peut par exemple obtenir un regain d’estime de soi ou un statut de sauveur respecté. Il peut simplement éprouver du plaisir en ayant quelqu’un qui dépend de lui et lui fait confiance. Il peut être amené à feindre l'aide, de manière inconsciente, afin de continuer à obtenir un gain.
Dans certains cas, la relation entre la victime et le sauveur peut être une relation de co-dépendance. Le sauveur garde la victime dépendante d’elle en l’encourageant à devenir une victime. Les besoins de la victime sont comblés par le secouriste qui s’occupe d’eux.
En général, les participants ont tendance à avoir un rôle principal ou habituel (victime, sauveur, persécuteur) lorsqu’ils entrent dans des triangles dramatiques. Les participants apprennent d’abord leur rôle habituel dans leur famille d’origine. Même si les participants ont chacun un rôle auquel ils s’identifient le plus, une fois sur le triangle, les participants tournent dans toutes les positions, en faisant le tour complet du triangle.
Chaque triangle a un gain pour ceux qui le jouent. L’antithèse d’un triangle dramatique est de découvrir comment priver les acteurs de leurs gains.
| Rôle        | Validité                     | Croyances                                      | Néglige                                                     | État de l'ego                             |
| ----------- | ---------------------------- | ---------------------------------------------- | ----------------------------------------------------------- | ----------------------------------------- |
| Victime     | Sait qu’il souffre           | Je ne peux pas penser et sentir en même temps. | N’a pas les ressources.                                     | AC (Adapted Child / Enfant Adapté)        |
| Sauveur     | Concerné pour les autres.    | Responsable. Doit faire plus que demandé       | Pense à la place de l’autre. Néglige ses besoins personnels | NP (Nurturing Parent / Parent Nourricier) |
| Persécuteur | Agit dans son intérêt propre | A du pouvoir sur les autres                    | Les sentiments des autres                                   | CP (Critical Parent / Parent Critique)    |

(tableau selon)

## L’explication plus générale des jeux psychologiques
Trudi Newton et Rosemary Napper expliquent ainsi la motivation des jeux psychologiques : les jeux se traduiront par des sentiments. Vos propres sentiments et ceux que vous imaginez que les autres personnes impliquées ont sont connus sous le nom de sentiments « parasites ». Cela signifie que ce sont des sentiments que nous avons appris à ressentir au lieu de nos sentiments authentiques de joie, de peur, de tristesse ou de colère. Parfois, nous ressentons ces sentiments sans être impliqués dans un jeu. Il se peut que nous ayons des rôles préférés que nous avons tendance à adopter et des thèmes particuliers pour les jeux dans lesquels nous nous impliquons. Nous participons à des jeux pour diverses raisons, ce qui explique en partie pourquoi nous répétons ces comportements.
Voici les gains :  
- les jeux génèrent de nombreux « strokes » intenses ; ils nous stimulent, ils peuvent être négatifs, mais c’est mieux que d’être ignorés ;
- les résultats des jeux renforcent nos croyances sur nous-mêmes, les autres et le monde, c’est-à-dire notre position de vie ;
- il y aura quelque chose dans la situation actuelle que nous éviterons en jouant le jeu. Un jeu nous donne l’occasion de répéter une séquence du passé que nous avons développée pour nous protéger de quelque chose. Ainsi, nous n’avons pas à faire face à cette douleur psychologique dans le présent, et nous pouvons continuer à penser et à ressentir comme d’habitude ;
- nous passons du temps à raconter ce qui s’est passé à nos amis et à nos connaissances, souvent dans les moindres détails, avec beaucoup de répétitions, et cela semble très excitant. De quoi d’autre pourrions-nous parler ?
- nous rejouons le jeu dans notre tête, avec nos yeux, nos oreilles, revivons les sensations et peut-être nous gardons nous éveillés la nuit ! Que ferions-nous d’autre avec le temps dont nous disposons pour nous-mêmes ?

Les moteurs internes de l’émergence des rôles (pourquoi les joue-t-on ?)
Le stress provoqué par les jeux psychologiques met en scène deux états : la « Prédisposition » et l'« Immunité ». La personne est confrontée à un choix entre utiliser (positivement ou négativement) son énergie dramatique et rester en dehors du jeu psychologique. Les trois parties du Moi Interne – le Persécuteur Interne, le Sauveteur Interne et la Victime Interne – sont motivées par différentes dynamiques telles que l'Auto-Sabotage, l'Auto-Illusion, l'Auto-Apitoiement et l'Impuissance Auto-Sacrificielle. Lorsqu'une personne est OK, ces parties peuvent basculer de la négativité à l'Auto-Détermination, l'Auto-Affection et l'Auto-Acceptation. Les jeux intimes et notamment sexuels peuvent rendre ces sentiments difficiles à trier.

## Sortir du triangle
Afin de pouvoir gérer et éviter les jeux psychologiques, nous pouvons adopter une stratégie qui consiste à se comporter de manière différente en fonction de qui nous avons en face : face à une victime (reconnaître que la personne a des fragilités et l’aider à proposer d’elle-même une demande), face à un sauveteur (remercier cette personne souhaitant apporter de l’aide mais recadrer le réel besoin) et, pour finir, face à un persécuteur (apporter une clarification des rôles et responsabilités, mettre en place un contrat et les règles du jeu).
Outre le fait d’adopter une stratégie, nous pouvons également dénoncer le jeu (parler du processus relationnel appliqué par la personne) et même dans d’autres situations nous devons assurer notre protection en arrêtant l’interaction en exprimant clairement à notre interlocuteur le besoin qu’il a de prendre du recul. Le triangle dramatique est utilisé lors d'accompagnements individuels ou collectifs dans l’accomplissement et la réussite des projets (coaching). Le triangle dramatique repose sur les « 4 mythes » d'Éric Berne. Ces mythes sont des croyances inconscientes poussant les individus à assumer un rôle et à entrer en contact sur la base du jeu psychologique :
1 - « J'ai le pouvoir de rendre les autres heureux » (sauveur recherchant une victime)
2 - « Les autres ont le pouvoir de me rendre heureux » (victime recherchant un sauveur)
3 - « J'ai le pouvoir de rendre les autres malheureux » (persécuteur recherchant une victime)
4 - « Les autres ont le pouvoir de me rendre malheureux » (victime attendant un persécuteur)
Les différentes étapes d'utilisation du triangle de Karpman lors des coachings sont :
- Comprendre la situation et les enjeux du client (grille RPBDC)
- Le client doit prendre connaissance des trois rôles du triangle
- Comprendre comment fonctionne ce triangle : inversion des rôles adoptés par le coach. Le client ne maîtrisera alors plus ses émotions. Cette situation donnera lieu à une accentuation de violence
- Accompagner le client à interpréter d’une nouvelle façon sa situation : actions ou stratégies mises en place afin d’éviter d'être pris dans ce triangle

## Différentes méthodes de travail pour accompagner la sortie du triangle dramatique
- La CNV (communication non violente) : la CNV vise l’autonomisation de l’individu en l’amenant à la conscience de ses besoins et à la capacité à formuler ses demandes. La CNV cherche à redonner aux personnes dans la relation les moyens et la capacité pour coopérer.

En termes de besoin, on peut donc dire que :
- la victime est incapable de contacter/formuler ses besoins, et ne pouvant faire une demande, prend la stratégie de transférer le problème à quelqu’un d’autre (le sauveur) ;
- le sauveur s’occupe des besoins des autres afin de ne pas avoir à s’occuper des siens, de ne pas avoir à ressentir l’inconfort de ses besoins non nourris ;
- le persécuteur écoute ses besoins et pas ceux des autres.

En termes d’autonomie, le triangle devient :
- la victime n’est pas autonome (ne sait pas prendre soin de ses besoins ni faire de demandes) ;
- le persécuteur nie l’autonomie de l’autre, mais a besoin de la victime pour se croire autonome ;
- le sauveur aussi, en aidant la victime sans demande explicite, ce qui lui évite de s’occuper de lui-même.

En termes de relations :
- la victime est incapable de contacter / formuler ses besoins, et ne peut faire une demande. Elle cherche une stratégie pour retrouver l’accès à ses besoins ;
- le sauveur va lui permettre de créer une relation, et à travers la relation, elle va chercher le miroir de ses propres besoins ;
- la relation avec le persécuteur va l’obliger à revenir à la conscience de ses besoins.

La relation avec le persécuteur lui montre sa responsabilité, et la relation avec le sauveur lui montre les possibles et sa puissance, afin qu'ultimement, elle arrive à l’autonomie.
Stratégie de sortie : dans le triangle, si un des trois acquiert la conscience des besoins profonds, ça l’amène à quitter son rôle. Et s'il touche les besoins mutuels alors vraisemblablement il influencera inconsciemment les deux autres à quitter leurs rôles. Voire à le faire explicitement, s'il a la clarté du schéma du triangle et propose la prise en compte des besoins des trois.
On pourrait donc distinguer : plusieurs niveaux de conscience des besoins : superficiels, profonds, mutuels et trois champs d’action : ne nourrir que ses besoins individuels, influence inconsciente à prendre en compte les besoins mutuels, influence consciente, explicite, à prendre en compte les besoins mutuels.
Exemple : le persécuteur touche ses besoins individuels, de manière superficielle, comme exister et être reconnu.
S’il va toucher de manière plus profonde, il pourrait accéder à ses besoins d’intensité, d’harmonie, de communion.
Ces besoins profonds l’amèneront à sortir de son rôle de persécuteur.
Le besoin de communion l’amènerait aussi à contacter la reconnaissance, en miroir chez la victime (besoins mutuels).
Chez la victime, derrière le besoin (superficiel) de reconnaissance, il pourrait y avoir les besoins (plus profonds) : d’identité, d’appartenance, d’autonomie.
Chez le sauveur, derrière le besoin (superficiel) de reconnaissance, il pourrait y avoir les besoins (plus profonds) : de soutien, de contribution, de responsabilité.
Contacter l’autonomie transformerait l’attente de la victime sur le sauveur, qui passerait en « coach » pour aider (soutenir et contribuer), et dans la conscience de ses limites (responsabilité) et dans un but d’autonomisation de la victime (et non plus de « prise en charge »).
Il existe une quatrième part : la part empathique : part sereine. Elle fait alors office de médiatrice intérieure, leur permet de communiquer, de s’entendre et de vivre en un équilibre harmonieux.
Lorsque l’une d’elles focalise l’attention, cela crée des tensions intérieures et il est nécessaire de rechercher un nouvel équilibre grâce à la 4e part.
Le triangle va ainsi apparaître par manque d’empathie, de conscience dans un individu, où une part va prédominer (prendre le pouvoir) et va stimuler (faire résonner) les parts d’un ou deux autres individus.
| Rôle        | Croyance                                                                   | Part        | Correspondance consciente Choy - TED |
| ----------- | -------------------------------------------------------------------------- | ----------- | ------------------------------------ |
| Victime     | Je n’y arriverai pas (Je ne suis pas autonome)                             | Protectrice | Créateur – voix                      |
| Sauveur     | Il faut intervenir (La victime n'est pas autonome) (Je sais ce qu’il faut) | Éducatrice  | Coach – responsable                  |
| Persécuteur | Il faut agir (Urgence – Mon besoin d’abord)                                | Animatrice  | Challenger – proactive               |

- The Power of TED* (*The Empowerment Dynamic)

The Power of TED, publié pour la première fois en 2009, recommande que la victime adopte le rôle alternatif de créateur, considère le persécuteur comme un challenger et fasse appel à un coach plutôt qu’à un sauveur[1].
Créateur : les victimes sont encouragées à être axées sur les résultats plutôt que sur les problèmes et à assumer la responsabilité de choisir leur réponse aux défis de la vie. Ils devraient se concentrer sur la résolution de la tension dynamique (la différence entre la réalité actuelle et l’objectif ou le résultat envisagé) en prenant des mesures progressives vers les résultats qu’ils essaient d’atteindre.
Challenger : une victime est encouragée à voir un persécuteur comme une personne (ou une situation) qui force le créateur à clarifier ses besoins et à se concentrer sur son apprentissage et sa croissance.
Coach : un coach devrait être encouragé à poser des questions qui visent à aider la personne à faire des choix éclairés. La principale différence entre un sauveur et un coach est que le coach considère que le créateur est capable de faire des choix et de résoudre ses propres problèmes. Un coach pose des questions qui permettent au créateur de voir les possibilités d’action positive et de se concentrer sur ce qu’il ou elle veut au lieu de ce qu’il ou elle ne veut pas.
- Le triangle de la compassion[16]

Stephen Karpman développe cinq nouvelles versions du Triangle Dramatique aux niveaux psychologique et scénaristique, au sein desquels il développe un triangle sur lequel s’appuyer pour sortir des jeux psychologiques : le triangle de la compassion. Ce modèle précise qu’on a tous une part du rôle de l’autre en nous ; une motivation à jouer une partie de chacun de ces rôles de manière synchrone lorsqu’un jeu psychologique se met en place. Chaque motivation serait en nous à hauteur d’environ 1/10.
Pour sortir d'un tel jeu, il est important de prendre 10% de responsabilité en tant que Persécuteur et Instigateur du jeu. Il faut également reconnaître verbalement 10% de sympathie pour l'autre personne en tant que Victime et 10% de reconnaissance pour les efforts de Sauveteur de l'autre personne.

## Autres approches

### Le triangle relationnel de Jean-Philippe Faure
Jean-Philippe Faure propose en 2006 un modèle dans lequel il voit les individus comme des êtres perpétuellement divisés en des parts intérieures, elles-mêmes souvent en train de s’opposer.
La multitude des conflits internes se déroule entre trois grandes parts :
La part « animatrice » ou « exploratrice ». Cette tendance nous tire vers l’avant. C’est celle qui pousse l’individu à prendre des risques, relever des défis, quitter son travail sans avoir d’assurance d’en trouver un autre, qui incite l’enfant à se lever et faire ses premiers pas, etc. Le besoin qu’elle incarne est l’autonomie.
La part « protectrice ». Cette tendance nous hale vers l’arrière. Sa fonction est d’assurer la sécurité de toutes les parties qui composent un être humain. Quoi que nous fassions, elle souhaite toujours être rassurée. Ce qui ne nous empêche pas de faire de la chute libre ou de l’escalade : elle va simplement demander à être convaincue que nous pouvons le vivre avec une forme de sécurité, car c’est le besoin qu’elle incarne avant tout.
La part « éducatrice ». Cette tendance nous entraîne vers le haut. Elle représente l’inclination à tirer parti de tout ce qui nous arrive sous la forme de prises de conscience. Il ne nous est pas possible de commettre une action si nous n’y trouvons pas un certain sens, et c’est le besoin qu’elle représente.
La part animatrice, la part protectrice et la part éducatrice sont trois parts en équilibre dynamique. La personnalité d’un être humain se situe à l’intérieur des trois côtés de ce triangle, tendant plus dans telle direction ou telle autre, en fonction de la part écoutée dans l’instant. Cependant, il serait illusoire de croire qu’il est possible d’ignorer une de ces parties sur le long terme. Si l’une d’elles n’est pas entendue, elle va accumuler de la frustration et peu à peu se mettre à crier plus fort, jusqu’au moment où elle nous forcera à la prendre en compte.
Il existe une quatrième part : la part empathique : part sereine. Elle fait alors office de médiatrice intérieure, leur permet de communiquer, de s’entendre et de vivre en un équilibre harmonieux
Lorsque l’une d’elles focalise l’attention, cela crée des tensions intérieures et il est nécessaire de rechercher un nouvel équilibre grâce à la 4e part.
Le triangle va ainsi apparaître par manque d’empathie, de conscience dans un individu, où une part va prédominer (prendre le pouvoir), et va stimuler (faire résonner) les parts d’un ou deux autres individus.
| Rôle        | Croyance                                                                   | Part        | Correspondance consciente Choy - TED |
| ----------- | -------------------------------------------------------------------------- | ----------- | ------------------------------------ |
| Victime     | Je n’y arriverai pas (je ne suis pas autonome)                             | Protectrice | Créateur – voix                      |
| Sauveur     | Il faut intervenir (la victime n'est pas autonome) (je sais ce qu’il faut) | Éducatrice  | Coach – responsable                  |
| Persécuteur | Il faut agir (Urgence – Mon besoin d’abord)                                | Animatrice  | Challenger – proactive               |

### Le triangle des gagnants - Acey Choy en 1990
The Winner’s Triangle a été publié par Acey Choy en 1990 comme modèle thérapeutique pour montrer aux patients comment modifier les transactions sociales lorsqu’elles entrent dans un triangle à un des trois points d’entrée. Choy recommande à toute personne se sentant victime d’un acte de violence de penser davantage en termes de vulnérabilité, à toute personne qui se fait passer pour un persécuteur d’adopter une posture affirmée et à toute personne recrutée comme sauveur de réagir en faisant preuve de bienveillance.
- Vulnérable : une victime devrait être encouragée à accepter sa vulnérabilité, à résoudre ses problèmes et à être plus consciente d’elle-même.
- Affirmatif : un persécuteur devrait être encouragé à demander ce qu’il veut, à s’affirmer, mais pas à punir.
- Bienveillance : un sauveur devrait être encouragé à montrer de l’intérêt et à faire preuve de bienveillance, mais il ne devrait pas trop s’occuper d’autrui et résoudre des problèmes pour les autres.

| Rôle        | Réalité                                         | Croyances                                                            | Atout | État de l'ego                               |
| ----------- | ----------------------------------------------- | -------------------------------------------------------------------- | --- | ------------------------------------------- |
| Voix        | A un problème.                                  | Peut le résoudre avec de l’aide. Peut demander de l’aide.            | Vous pouvez penser, tester vos propres idées ; d'accord pour demander de l’aide, ne pas être parfait, échouer parfois, refuser de l’aide que vous ne voulez pas. | FC (résolution de problèmes)                |
| Responsable | Préoccupation véritable. Connaître les limites. | Respectez les autres. Être prêt à aider et à dire quand ne peut pas. | Vos besoins sont importants, vous êtes précieux ; d'accord pour offrir de l’aide, pour dire non, pour évaluer.                                                   | NP + (écoute)                               |
| Proactive   | Vos besoins personnels sont importants.         | Peut changer les choses. Prendre l’initiative est OK.                | Vous pouvez être puissant, et inviter les autres à être puissants ; d'accord pour dire ce que vous voulez, pour apporter des modifications, pour négocier.       | A (affirmation de soi) CP + (structuration) |

(tableau selon)

### Les guna
Selon la psychologie indienne, les guna sont les trois parts essentielles de notre psyché. De cette trinité, nous créons d’innombrables nouvelles séparations. Les guna représentent des constituants profonds de notre être, à partir desquels se constitue la géométrie particulière de notre corps et de nos différents espaces intérieurs. Bien que l’être humain chemine, au long de sa vie, du « tamasique » (part protectrice) au « rajasique » (part animatrice), puis au « sattvique » (part porteuse du sens), la réelle évolution n’est pas la suppression du tamasique ou du rajasique, mais l’équilibre des parts internes. Cette unité amène l’émergence de la quatrième part, la conscience (ou la part empathique).1
Voici les attributs de tamas, rajas et sattvas:
| Guna   | Rôle                 | Attributs négatifs et (implications)                                                                                                   | Attributs positifs        |
| ------ | -------------------- | --- | ------------------------- |
| Tamas  | Terre, eau           | Inertie, abattement, obnubilation (l’ignorance, la lassitude, la paresse, la torpeur, la négligence, la stupidité)                     | Protection, enveloppement |
| Sattva | Air, éther, (sa)voir | Isolement, certitude (l’attrait du plaisir et par l’attrait de la connaissance)                                                        | Sagesse, conscience       |
| Raja   | Feu, volonté         | Emportement (la concupiscence, la colère, la cupidité, l’arrogance, la haine, l’égoïsme, l’envie, la jalousie, l’inquiétude, le désir) | Action, création          |

Un déséquilibre des guna peut amener à la création de croyances, qui vont faire apparaître, le concept, le rôle de victime, persécuteur, sauveur. S'il y a conscience des besoins, cette conscience va faire disparaître les croyances, et les rôles tombent, et à terme, ramener l'équilibre (dynamique) des guna.

### Synthèse
Voici une correspondance TA – guna – Faure – Choy – TED :
| Rôle        | Croyance                                                          | Néglige                                                     | Guna   | Attributs                         | Part        | Attributs positifs        | Choy – TED             |
| ----------- | ----------------------------------------------------------------- | ----------------------------------------------------------- | ------ | --------------------------------- | ----------- | ------------------------- | ---------------------- |
| Victime     | Je n’y arriverai pas (je ne suis pas autonome)                    | N’a pas les ressources                                      | Tamas  | Inertie, abattement, obnubilation | Protectrice | Protection, enveloppement | Créateur – voix        |
| Sauveur     | Il faut intervenir (V n’est pas autonome) (je sais ce qu’il faut) | Pense à la place de l’autre. Néglige ses besoins personnels | Sattva | Isolement, certitude              | Éducatrice  | Sagesse, conscience       | Coach – responsable    |
| Persécuteur | Il faut agir (urgence. Mon besoin d’abord)                        | Les sentiments des autres                                   | Raja   | Emportement                       | Animatrice  | Action, création          | Challenger – proactive |

On notera la confusion possible entre Le Créateur (Choy) en tamas, et La création en raja. Choy parle ici de la prise de responsabilité de la victime (de dire ses besoins en Cnv) , quand les guna parlent de la mise en action (la demande en CNV).

### Du triangle dramatique au carré maléfique
Le triangle dramatique, semble ne pas rendre compte suffisamment des relations entre les différents rôles. Notamment celui du « sauveur » qui n’apporte que la solution à la « victime ». On sait par ailleurs, que les rôles sont interchangeables alors qui s’occupe du persécuteur ? Pascal Ide introduit un 4e rôle : « le juge ». Il aura pour mission d’évaluer le mal réalisé par le « persécuteur » et écarter le mal. Car la relation s’arrête si le mal est écarté et si le coupable est désarmé.
Pourquoi introduire un 4e personnage qui ressemble au sauveur ? 
Leurs buts est de s’opposer à la situation violente. Cependant leur impact est différent. Le juge cherche d’abord à s’occuper du persécuteur dont il cherche à déterminer la responsabilité. Les rôles pourraient se confondre, cependant, le juge cherche à séparer le persécuteur de la victime là où le sauveur cherche à réparer la victime.
Il ne faut pas entendre « juge » au sens de la justice, mais un positionnement dans le jeu psychologique, qui n’est pas attaché à une personne et qui peut permuter.
|                  | La cause du mal | La lutte contre le mal |
| ---------------- | --------------- | ---------------------- |
| Commettre le mal | Persécuteur     | Justicier              |
| Subir le mal     | Victime         | Sauveur                |

Le carré ne modifie pas l’idée de départ du triangle dramatique, au contraire, il l’enrichit. Il faut donc continuer de partir du triangle dramatique tout en questionnant le rôle du « juge » en l’opposant à son double négatif le « justicier » c’est-à-dire juste et injuste.
On pourrait conclure en disant : est « juge » celui qui s’oppose justement au « persécuteur », est « justicier » celui qui s’oppose injustement au « persécuteur ».
Cependant, il semblerait que les rôles permutent également dans ce type de configuration. Le carré semble gagner en rigueur mais est plus complexe, il demande un effort pédagogique et il serait bon de trouver des exemples qui clarifieraient les rôles et montreraient comment les rôles s'interchangent entre eux.

## Mauvaise compréhension du triangle
Certains furent tentés d'ironiser en proposant des contre-exemples : une personne est en train de se noyer, elle est alors en situation de victime. Une autre intervient, celle-ci sera alors dans le rôle de sauveur. Qui est le persécuteur ? L'eau ?
C'est oublier le champ d'application du modèle qui ne s'applique pas aux situations d'urgence (comme ici) ou aux situations où les personnes ne peuvent prétendre à s’occuper d'elles-mêmes (accident, coma…) : la confusion est sémantique entre la position de sauveur qui est un choix inadapté dans une situation et la position du sauveteur qui est une réaction adaptée à la survie d'une personne en réelle difficulté.
De nombreux systèmes proposent des paradigmes de communications inter-relationnels sortant du triangle (dans lesquels ces rôles ne sont pas présents) comme la communication non violente (CNV).